# Набережный (Тверская область)
Набережный  — поселок в Торжокском районе Тверской области. Входит в состав Мирновского сельского поселения.

## География
Находится в центральной части Тверской области на расстоянии приблизительно 14 км на восток-северо-восток по прямой от районного центра города Торжок на левом берегу реки Логовежь.

## История
Поселок ранее назывался Андреяновский льнозавод, указанный завод был основан еще до Великой Отечественной войны. До 2017 года поселок входил в Клоковское сельское поселение.

## Население
Численность населения: приблизительно 80 человек (1979), 54 человека (русские 98 %) в 2002 году, 42 в 2010.